# Horizonte (programa de televisión)
Horizonte es un programa de televisión español dirigido y presentado por el periodista Iker Jiménez. Fue creado para abordar la pandemia de COVID-19 de 2020 con la presencia de médicos y expertos, debiendo su existencia al éxito de un monográfico similar en el programa de Cuatro Cuarto Milenio, también presentado por Jiménez, pero posteriormente extendió su alcance a otras temáticas de actualidad, como la política, las ciencias y el periodismo. Tuvo su primer recorrido en el prime time de Telecinco con notorios índices de audiencia, habiendo llegado a recabar casi tres millones de espectadores en su quinto episodio, antes de ser trasladado a la misma franja de Cuatro.

## Historia
En marzo de 2020, el programa de investigación Cuarto Milenio fue noticia debido a una serie de episodios, dedicados a la por entonces incipiente pandemia de COVID-19, en los que varias mesas de expertos predecían con semanas de antelación el impacto nacional que el virus tendría. Entre los invitados se encontraban médicos y científicos como Tomás Camacho, Miguel Ángel Pertierra, José Miguel Gaona, Julio Mayol, César Carballo y Javier Cantón, así como divulgadores de geopolítica como el coronel Pedro Baños Bajo y Pablo Fuente, que acudían al programa de manera periódica. El impacto mediático fue tal que, cuando Cuarto Milenio debió cesar su emisión a causa de la situación, su presentador Iker Jiménez se vio obligado a desmentir rumores de una supresión política por parte del gobierno de España, cuya gestión de la pandemia había sido blanco frecuente de críticas en el programa.
En septiembre, con motivo de su anticipado retorno a la televisión, Cuarto Milenio produjo un especial de dos partes destinado a seguir recabando información sobre el virus. La primera de ellas, titulada Origen, se estrenó el 6 de septiembre, duplicando las audiencias habituales de Cuarto Milenio con un 13,3 % de share, y a la semana siguiente le seguiría Horizonte, con un 11,6 % de cuota. Debido al éxito de ambos programas, se promovió la creación de un espacio independiente donde se continuaría con la divulgación de todo lo concerniente a la pandemia, trayendo de nuevo a los expertos habituales de Cuarto Milenio junto con nuevos invitados. El titulado Informe Covid con Iker Jiménez se estrenó el día 24, con resultados similares a los de Origen, y su emisión se volvió semanal, paralela a la del propio Cuarto Milenio. El 22 de octubre cambió su nombre a Horizonte: Informe Covid, alcanzando ese día su máxima audiencia gracias a una entrevista en exclusiva, la primera concedida en Europa continental, con la polémica viróloga china Li-Meng Yan. Otro episodio sería destinado a analizar sus declaraciones.
A inicios de 2021, a raíz de un episodio especial el 7 de enero, el programa dejó de centrarse únicamente en la pandemia y comenzó a abordar otros ámbitos sociopolíticos y científicos, debutando con una exploración del Big Data y la manipulación mediática de la redes sociales. La semana siguiente se trasladó de Telecinco a Cuatro, acortando su título a Horizonte y convirtiendo Informe Covid en un espacio interno, y debutó en la nueva cadena con un análisis en directo de la investidura presidencial de Joe Biden en Estados Unidos. El programa finalizó su primera temporada en junio y fue renovado para una segunda estrenada en septiembre. En 2022, durante el recorrido de su tercera temporada, la Federación de Asociaciones de Radio y Televisión de España concedió a Horizonte la Antena de Oro en la categoría de Televisión, en la 49.ª edición de estos premios.
El programa tuvo una participación destacada tras el desastre de la DANA de 2024 en la provincia de Valencia, no sólo prestando cobertura a los daños, sino también colaborando con las labores voluntarias de ayuda, para lo que Jiménez y el colaborador Ángel Gaitán llegaron a recaudar más de un millón de euros y poner a disposición de los damnificados cien camiones de suministros. El 28 de abril de 2025 se produjo un apagón eléctrico generalizado en la península ibérica durante varias horas. De nuevo, Horizonte ya había tratado esta posibilidad en programas emitidos en octubre de 2021 y mayo de 2024, por lo que un vídeo del programa emitido en la primera fecha se volvió viral posteriormente.

## Equipo del programa

### Presentadores
- Iker Jiménez (dirección y presentación)
- Carmen Porter (subdirección y copresentación)

### Invitados (Informe Covid)
- José Alcamí (virólogo y microbiólogo, Instituto de Salud Carlos III)
- Jorge Alió (oftalmólogo, Universidad Miguel Hernández)
- Francisco de Asís de Ribera (ingeniero y analista, Universidad Pontificia Comillas)
- José Bismarck Poveda (microbiólogo, Universidad de Las Palmas de Gran Canaria)
- Francois Balloux (biólogo, University College de Londres)
- Pedro Baños Bajo (coronel del Ejército de Tierra)
- Quique Bassat (médico y epidemiólogo, ICREA)
- Tomás Camacho (médico y toxicólogo, Análisis Clínicos Vithas Lab)
- Carmen Cámara (médico e inmunóloga, Sociedad Española de Inmunología)
- Javier Cantón (virólogo, Medialab UGR)
- César Carballo (médico, Hospital Ramón y Cajal)
- Alina Chan (bióloga, Instituto de Tecnología de Massachusetts)
- Simon Clarke (microbiólogo, Universidad de Reading)
- Eduardo López Collazo (inmunólogo, Hospital Universitario La Paz)
- Alfredo Corell (inmunólogo, Sociedad Española de Inmunología)
- Mireia Coscolla (bióloga, Instituto de Biología Integrativa de Sistemas)
- Sergio Flores Villar (médico, Hospital Universitario MutuaTarrasa)
- José Miguel Gaona (médico y psiquiatra, Asociación Europea de Psiquiatría)
- Toni García Arias (profesor de educación primaria)
- Amós García Rojas (epidemiólogo, Asociación Española de Vacunología)
- Fernando García-Sala (médico, Sociedad Española de Pediatría)
- Adolfo García-Sastre (médico, Hospital Monte Sinaí)
- Marc Gil (técnico de emergencias)
- África González (inmunóloga, Centro de Investigaciones Biomédicas)
- José Félix Hoyos (epidemiólogo, Médicos del Mundo)
- José Luis Jiménez (químico, Universidad de Colorado)
- Yuan Lee (periodista y activista)
- Richard Lessells (médico, Universidad de KwaZulu-Natal)
- Daniel López Acuña (epidemiólogo)
- Salvador Macip (biólogo, Universidad de Leicester)
- Manuel Martínez-Sellés (médico, Colegio de Médicos de Madrid)
- José María Martín Moreno (epidemiólogo, Universidad de Harvard)
- Luis Enrique Martín Otero (coronel del Ejército de Tierra, Red Española de Laboratorios de Alerta Biológica)
- Li-Meng Yan (viróloga, Universidad de Hong Kong)
- Martin Michaelis (farmacéutico, Universidad de Kent)
- María Montoya (viróloga e inmunóloga, Centro Superior de Investigaciones Científicas)
- Muhammad Munir (virólogo, Universidad de Lancaster)
- Luke A. J. O'Neill (bioquímico, Trinity College de Dublín)
- Raúl Ortiz de Lejarazu (virólogo y microbiólogo, Centro Nacional de Gripe de Valladolid)
- Paolo Palma (inmunólogo, Hospital Infantil Bambino Gesú)
- Miguel Ángel Pertierra (médico, Colegio de Médicos de Málaga)
- Roi Piñeiro (médico, Asociación Española de Pediatría)
- Miguel Pita (biólogo, Universidad Autónoma de Madrid)
- José Luis del Pozo (microbiólogo, Clínica Universidad de Navarra)
- David Rodríguez Lázaro (microbiólogo, Universidad de Burgos)
- Kaled Safadi (médico, Safadi Group)
- Tomás Segura (neurólogo, Hospital Universitario de Albacete)
- Rafael Toledo (inmunólogo y parasitólogo, Universidad de Valencia)
- José Antonio Trujillo (médico, Colegio de Médicos de Málaga)
- Fernando Uribarri (médico, Hospital San Rafael)

### Invitados (otros)
- Jorge Albertini (abogado)
- Víctor de Aldama (empresario)
- Chema Alonso (hacker, Telefónica)
- Ángeles Álvarez (política y activista feminista)
- Daniel Álvarez (vicepresidente de ANARMA)
- Maite Araluce (activista, Asociación Víctimas del Terrorismo)
- Jesús Argumosa Pila (general del Ejército de Tierra)
- José Luis Barceló Mezquita (periodista)
- Silvia Barrera (inspectora del Cuerpo Nacional de Policía)
- Alán Barroso (youtuber y politólogo)
- Miguel Bernad (abogado, Manos Limpias)
- Ramón Bermejo (periodista)
- Daniel Bashandeh (periodista y analista)
- Juan Bordera (ecoactivista y político)
- Bot Ruso (astroturfer)
- José Cabrera (psiquiatra forense)
- Jorge Calabrés (periodista)
- Sergio Candanedo (youtuber)
- Antonio Miguel Carmona (analista, economista y político)
- Pedro Carmona (Guardia Civil, Asociación Unificada de Guardia Civil)
- Mayte Carrasco (periodista y documentalista)
- Silvia Carrasco (antropóloga, Feministes de Catalunya)
- Pablo J. Conellie (inspector del Cuerpo Nacional de Policía)
- José Luis Cordeiro (ingeniero y economista)
- Carlos Cuesta (periodista)
- Laura Cuesta (analista, Universidad Camilo José Cela)
- Rafael Dávila (general del Ejército de Tierra y escritor)
- Jorge Dezcallar (diplomático y escritor)
- Carmelo Encinas (periodista y portavoz)
- Alejandro Entrambasaguas (periodista)
- José Errasti (psicólogo, Universidad de Oviedo)
- Daniel Esteve (empresario, Desokupa)
- Francisco Fernández (empresario, DIO Express)
- Jorge Fernández Díaz (político)
- Anne Fornier (vulcanóloga)
- Eric Frattini (periodista y escritor)
- Ángel Gaitán (mecánico, GT Automoción)
- Roma Gallardo (youtuber)
- José Ángel Gallegos (abogado y activista, Prou Especulació!)
- Jano García (analista y economista)
- Toni García Arias (profesor de educación primaria)
- Pilar García de la Granja (periodista)
- José Manuel García Margallo (político)
- Manuel Gazapo (analista, Observatorio Internacional de Seguridad)
- Chema Gil (experto en terrorismo, Observatorio Internacional de Seguridad)
- Vicente Gil (periodista)
- Conrado Giménez (empresario, Fundación Madrina)
- Miquel Giménez (periodista y escritor)
- Serafín Giraldo (inspector del Cuerpo Nacional de Policía)
- Juan Carlos Girauta (periodista y escritor)
- Rubén Gisbert (youtuber y abogado)
- Nora Gómez (activista LGBTI, Dekumas LBT)
- Sergio Gregori (periodista y analista, Sindicato de Periodistas de Madrid)
- Judith Hidalgo (economista, ACTUA)
- Inocente Duke (youtuber)
- Esther Jaén (periodista)
- María Jamardo (periodista)
- David Jiménez (periodista y escritor)
- José Jiménez Planelles (experto en armamento y perito criminalista)
- Garri Kaspárov (ajedrecista)
- Daniel Lacalle (economista)
- Pedro Lechuga (periodista, Colegio de Periodistas de Castilla y León)
- Roberto Lloreda (informático)
- Mabel Lozano (directora de cine y actriz)
- Jesús Miguel Ibáñez Godoy (físico, Universidad de Granada)
- Jesús Martín Lupión (experto en social media y criptomonedas)
- Fer Miralles (profesor de oratoria y comunicación)
- Juan Antonio Moliner (general del Ejército del Aire)
- Maite Mompó (ecoactivista)
- Manuel Morato (coronel del Ejército de Tierra)
- Isaac Moreno (ingeniero civil e historiador)
- Sara Muñoz Santos (economista)
- Álex N. Lachhein (naturalista de campo)
- Javier Nart (periodista y político)
- Enrique Navarro (empresario, consultor en defensa)
- Israel Naveso (bombero, Coordinadora Unitaria de Bomberos Profesionales)
- Álvaro Nieto (periodista)
- Ángel Niño (ingeniero, economista y político)
- José María Olmo (periodista)
- Selva Orejón (perito judicial y analista, Universidad de Barcelona)
- Albert Palacios (Mozo de Escuadra, Unión Sindical de la Policía Autonómica de Cataluña)
- Antonio Pampliega (periodista)
- Isaac Parejo (youtuber y periodista)
- Jasiel Paris (politólogo y analista)
- Alfredo Perdiguero (subinspector del Cuerpo Nacional de Policía y político)
- Fernando Portillo (juez, Foro Judicial Independiente)
- Rubén Pulido (analista)
- María de Quesada (periodista y escritora, Asociación La Niña Amarilla)
- Vito Quiles (periodista)
- Marcos de Quinto (empresario y político)
- José Félix Ramajo (asesor de seguridad privada, Spartan Global Security)
- Elena Ramallo (jurista, Consejo Nacional de Mujeres Resilientes contra la Violencia de Género)
- Román Reyes (director de cine y actor, Stop Suicidios)
- Guillermo Rocafort (abogado y economista)
- Nicolás Rodríguez (analista, DATHOS Science)
- Juan Rodríguez Garat (almirante de la Armada Española)
- Roenlared (youtuber)
- Dani el Rojo (escritor y exgánster)
- Ignacio Rubio (piloto y abogado)
- Sarah Santaolalla (periodista)
- Miguel Sebastián (economista y político)
- Sonia Sierra (política)
- Ana Iris Simón (periodista y escritora)
- Liu Sivaya (periodista y politóloga)
- Juan Soto Ivars (periodista y escritor)
- Beatriz Talegón (política y periodista)
- Antonio Tovar (investigador, Instituto de Ciencias Marinas de Andalucía)
- José Trigueros (ingeniero civil, Asociación de Ingenieros de Caminos, Canales y Puertos)
- Esteban Urreiztieta (periodista)
- Josema Vallejo (Guardia Civil y trabajador social, Una Policía para el s. XXI)
- Roberto Vaquero (político e historiador, Frente Obrero)
- Martín Varsavsky (empresario)
- José Antonio Vázquez Taín (juez y escritor)
- Samuel Vázquez (Policía Nacional y criminólogo, Una Policía para el s. XXI)
- Paz Velasco (abogada y criminóloga)
- Enrique de Vicente (periodista y sociólogo)
- Víctor Viciedo (agricultor y coronel del Ejército de Tierra)
- Marc Vidal (economista y empresario)
- Alejo Vidal-Quadras (político y físico)
- Jesús Villegas (juez, Plataforma Cívica para la Independencia Judicial)
- Wall Street Wolverine (youtuber)
- Jordi Wild (youtuber)

## Premios
- Antena de Oro de la Federación de Asociaciones de Radio y Televisión (2022)[26]
- Premio Naranja de la Peña Periodística Primera Plana (2022)[27]

## Temporadas
| Temporada | Temporada | Episodios | Estreno                  | Final               | Audiencia media | Audiencia media | Audiencia media |
| Temporada | Temporada | Episodios | Estreno                  | Final               | Espectadores    | Cuota           |                 |
| --------- | --------- | --------- | ------------------------ | ------------------- | --------------- | --------------- | --------------- |
| 1         |           | 17        | 17 de septiembre de 2020 | 7 de enero de 2021  | 1 963 000       | 12,0%           |                 |
| 1         |           | 23        | 20 de enero de 2021      | 24 de junio de 2021 | 694 000         | 6,7%            |                 |
| 2         |           | 43        | 9 de septiembre de 2021  | 14 de julio de 2022 | 622 000         | 7,0%            |                 |
| 3         |           | 43        | 8 de septiembre de 2022  | 13 de julio de 2023 | 477 000         | 5,9%            |                 |
| 4         |           | 42        | 21 de septiembre de 2023 | 11 de julio de 2024 | 489 000         | 6,4%            |                 |
| 5         |           | 42        | 12 de septiembre de 2024 | 10 de julio de 2025 | 636 000         | 9,1%            |                 |

## Controversias

### Negacionismo climático
En ocasiones se ha criticado a Iker Jiménez, tanto en Horizonte como en Cuarto Milenio, y redes sociales, por dar voz a los negacionistas del cambio climático, que niegan la existencia del calentamiento global pese a la evidencia científica. Iker se ha pronunciado en diversas ocasiones para defender cuestionar el cambio climático, que catalogó de «religión»: «Para mí hace más calor que antes, para mí, la sensación es que en los últimos tiempos ha aumentado la sensación térmica de España. Lo que yo puedo conocer [...] Seguramente sea verdad el cambio climático, a lo largo de los milenios ha habido muchos cambios climáticos, y quizá estemos viviendo uno. No tengo ninguna facultad para saberlo [...] Se adaptan verdades, se financian verdades [...] Yo no tengo ni idea de lo que ocurra y no ocurre y seguramente tengan razón la mayoría de los científicos». En redes sociales criticó al presidente de Colombia, Gustavo Petro, por achacar al cambio climático las inundaciones de la DANA de 2024 en España: «Estos son los defensores del cambio climático. La madre que los parió. Hay que ser indecente. Está gente muriendo en España, gente ayudándose, y te viene el gilipollas este a hablar del cambio climático, de que no defendemos a los pobres… ¡Pero sí tú los secuestrabas!».
En noviembre de 2022, Nicolás Rodríguez, junto a Iker Jiménez, mostraron en el programa un gráfico de la AEMET indicando: «los datos hablaban por sí solos. Al contrario de lo que se podría imaginar, la gráfica no mostraba un incremento imparable sino un patrón constante que se ha venido repitiendo desde, por lo menos, el año 1961». Lo cierto es que esos mismos datos sí muestran un aumento de 1,3 °C de temperatura de 1951 a 2021 en la España peninsular y Baleares, pero al mostrarlos en barras desde los 0 °C, no tan fácil observar el aumento.

### Difusión de bulos
En el contexto de las inundaciones de la DANA de 2024 en España, el programa se vio envuelto en polémica por la difusión de un bulo que apuntaba a la existencia de muchos cadáveres en el aparcamiento del Centro Comercial Bonaire, llegando el presentador a publicar en X: «En el parking de Bonaire hay muchos cuerpos, muchos cuerpos. Muchos» o «Que se diga a estas horas esa cifra oficial de muertos, viendo lo que vimos y sabiendo lo que saben, es una ignominia, una jodida vergüenza para el pueblo español. Basta ya, queremos saber la verdad». Tras desmentirse el bulo, publicó: «Me comunican aquí que en otro gran parking no hay fallecidos. Gracias a Dios. La gente debió huir antes. Me alegro mucho de corazón de que las fuentes que me informaban de que había cuerpos en Bonaire se hayan equivocado», no sin apuntar que esta información también había sido difundida, en parte, por otros medios. El programa publicó en X un vídeo cronológico recopilando sus coberturas igualmente equivocadas, en especial de los medios más críticos con Jiménez, que alcanzó 3 millones de visualizaciones en 12 horas.
Jiménez también tuvo que disculparse tras difundirse unas imágenes de Rubén Gisbert, uno de los colaboradores del programa, manchándose premeditamente con barro las piernas antes de entrar en directo para informar sobre la catástrofe en el programa: «No tenía conocimiento de esto y estoy absolutamente preocupado, porque Rubén Gisbert ha hecho un trabajo encomiable durante estos cinco días transportando medicinas. Esto que ha hecho no lo entiendo, entiendo que será fruto del nerviosismo. Tenéis mi palabra de que yo jamás he obligado a nadie a dramatizar, a mancharse, y el que me conoce lo sabe». Jiménez intentó explicarlo como un intento desacertado de mantener el raccord por parte de Gisbert. El propio Rubén Gisbert también divulgó el bulo de la existencia de un número elevado de cadáveres en el aparcamiento del Centro Comercial Bonaire en las redes sociales, y es que, en ocasiones, se ha criticado al programa por dar voz a agitadores de extrema derecha en redes sociales. El youtuber Angel Gaitán, también colaborador del programa, propagó el bulo de que Cáritas y Cruz Roja estarían haciendo negocio con la catástrofe: «Entra el ayuntamiento y se quiere quedar con todo. Entra Cáritas y se quiere quedar con todo. Y yo he prometido, aunque me cueste la salud, que me va a dar un infarto, que esto no va a pasar. Solo preguntan cuáles son las cosas de mayor valor, qué maquinaria hay, qué generadores, qué baterías, qué equipos caros… solo les interesa eso».
A raíz de las controversias, el banco ING retiró su publicidad de los espacios de Jiménez, lo que causó una notoria llamada al boicot entre los seguidores del programa. La entidad bancaria se vio obligada a desmentir rumores de bloquear ilegalmente cancelaciones de cuentas, y explicó la decisión de retirar la publicidad como fruto de un algoritmo automático. Sin embargo, Horizonte consiguió sucesivos récords de audiencia históricos, además del respaldo de la cadena y de sus miembros.

### Críticas políticas
Iker Jiménez fue objeto de controversia por realizar, de manera irónica, en dos ocasiones, un gesto evocando al saludo nazi durante una entrevista con el youtuber Javi Oliveira. Lo hizo emulando a Elon Musk, quien previamente había hecho ese gesto en un evento de Donald Trump. Este incidente reavivó las críticas hacia Jiménez.
En diversos medios se ha señalado que Jiménez ha proporcionado una plataforma para discursos y teorías asociadas a la extrema derecha. Por ejemplo, en 2015, su programa abordó la crisis de refugiados con declaraciones de tertulianos que sugerían una «agenda cuidadosamente calculada de migración en masa» para «destruir la identidad de la UE y de EE. UU.» y «debilitar la raza blanca y la religión cristiana». Estas narrativas de la teoría del gran reemplazo son comunes en círculos ultraderechistas. Iker Jiménez se ha defendido en numerosas ocasiones diciendo que «El miedo a resultar políticamente incorrecto no nos va a frenar para formular preguntas».

### Acusaciones de transfobia
En 2021, en Cuarto Milenio, Iker Jiménez dedicó una sección sobre «libros prohibidos» a Un daño irreversible, de la periodista Abigail Shrier, que defiende que la transexualidad es una moda cultural contagiosa transmitida en los colegios.
En febrero de 2023, abordó en Horizonte el tema de la Ley Trans aprobada en España. Esta ley permite a cualquier persona cambiar su nombre y sexo en el Registro Civil sin necesidad de informes médicos o tratamientos hormonales previos, a partir de los 16 años. El prograba contó con la participación de dos mujeres que se consideraban feministas y una mujer «trans arrepentida». Durante la emisión, expresó su perplejidad ante la ley, calificándola de «distopía absoluta», y cuestionando la lógica detrás de permitir que menores realicen cambios de sexo sin autorización parental, «mientras que para actividades como excursiones escolares sí se requiere permiso». Continuó con sus críticas a la Ley Trans en Cuarto Milenio, mostrando preocupación por sus implicaciones futuras, mencionando que ha recibido miles de mensajes del ámbito feminista apoyando su postura y destacando que la ley ha generado una fractura dentro del feminismo español.
En 2024, tras conocerse el ganador de Eurovisión 2024, que resultó ser el representante de Suiza, Nemo Mettler, una persona de género no binario, Jiménez publicó en X: «Nos han informado oficialmente de que Nemo está muy 'emocionade'. No nos extraña nada». Este uso irónico del pronombre neutro generó una ola de críticas en las redes sociales. Figuras públicas como el presentador Jordi Cruz y la cantante Angy Fernández expresaron su desacuerdo. Cruz comentó: «El rumbo de tu nave ya no tiene mucho misterio» y Fernández: «Antes te admiraba... antes. Sé que te da igual, pero quería decírtelo. Dejo de seguirte. Espero que tengas un poco más de respeto. Un abrazo». En respuesta a la polémica, Jiménez publicó un vídeo defendiendo su derecho a opinar sobre Eurovisión y calificó la canción ganadora como un «bodrio» y un «engendro», aclarando que su crítica se centraba en la canción y no en la identidad de género de Nemo, pese a que en la citada publicación solo hablaba del artista, no de la canción, y añadió: «Y a toda esa gente que se irrita y se pone las manos en la cabeza, algunos me llaman facha y fascista... Que si debe ser ir en contra de tantos antivalores, me parece muy bien que me lo llaméis. No tengo ningún problema [...] Yo no me pienso callar, de decir lo que opino porque hay mucha cobardía. Hay mucha gente que se calla por miedo a ser cancelado».